# تالیان‌دوروگد
تالیان‌دوروگد (به مجاری:  Taliándörögd) یک شهرداری در مجارستان است که در ناحیه تاپولتسا واقع شده‌است. تالیان‌دوروگد ۲۸٫۰۸ کیلومتر مربع مساحت و ۷۲۱ نفر جمعیت دارد.